# Antiphrisson penicissus
Antiphrisson penicissus är en tvåvingeart som först beskrevs av Becker 1923.  Antiphrisson penicissus ingår i släktet Antiphrisson och familjen rovflugor. Inga underarter finns listade i Catalogue of Life.